# Borušov
Borušov är en ort i Tjeckien.   Den ligger i regionen Pardubice, i den östra delen av landet, 170 km öster om huvudstaden Prag. Borušov ligger 394 meter över havet och antalet invånare är 162.
Terrängen runt Borušov är kuperad åt sydost, men åt nordväst är den platt. Runt Borušov är det ganska glesbefolkat, med 27 invånare per kvadratkilometer. Närmaste större samhälle är Svitavy, 19,3 km väster om Borušov. Trakten runt Borušov består till största delen av jordbruksmark.